# Microposaurus
Microposaurus (“lagarto de ojos pequeños”) es un género extinto de temnospóndilo trematosáurido. Sus fósiles se han hallado en la Zona de Cynognathus del Grupo Beaufort (parte del Supergrupo Karoo) en Sudáfrica (especie M. casei) y la Limolita Rouse Hill de Australia (especie M. averyi) y datan de la edad del Anisiense durante el Triásico Medio. Una mandíbula del Anisiano Inferior de la Formación Mukheiris en Jordania comparte muchas similitudes con este género, incluyendo una fenestra de Meckel de tamaño similar sobre la superficie interna de la mandíbula, dientes con bordes afilados, y grandes colmillos en el maxilar superior.